# Doug Marrone
Douglas Charles Marrone, conhecido como Doug Marrone (New York, 25 de julho de 1964), é um treinador de futebol americano e ex-jogador de linha ofensiva que atualmente é o coordenador ofensivo da Universidade do Alabama. Ele foi o treinador principal da Universidade de Syracuse de 2009 a 2012 e o treinador principal do Buffalo Bills de 2013 a 2014 e do Jacksonville Jaguars de 2016 a 2020. Antes disso, ele atuou como coordenador ofensivo do New Orleans Saints de 2006 a 2008.

## Carreira como jogador
Marrone nasceu no Bronx. Ele passou três anos na Universidade de Syracuse, jogando de 1983 a 1985 na linha ofensiva; Ele voltou para se formar na universidade em 1991.
Na NFL, ele jogou no Miami Dolphins em 1987 e no New Orleans Saints em 1989. Ele também jogou no London Monarchs da World Football League em 1991.

## Carreira como treinador

### Universidade de Syracuse
Em 11 de dezembro de 2008, Marrone foi escolhido como treinador principal da Universidade de Syracuse. Ele é o primeiro ex-aluno de Syracuse a servir como treinador desde Reaves H. Baysinger em 1948. Antes de ser contratado, Marrone trabalhou como técnico de numerosas universidades e equipes da NFL a partir de 1992, incluindo uma passagem pelo New Orleans Saints como coordenador ofensivo de 2006 a 2008.
Quando Marrone foi entrevistado, soube-se que ele tinha mantido uma pasta de jogadores do ensino médio na área de Syracuse para obter uma vantagem inicial no recrutamento.
Na primeira temporada de Marrone, Syracuse terminou com quatro vitórias, uma a mais do que no ano anterior. Eles dobraram essa produção na temporada seguinte. As oito vitórias em 2010 foi a maior marca desde 2001. A temporada de 2010 foi destacada com uma vitória sobre Universidade Estadual do Kansas no primeiro Pinstripe Bowl em Nova York. Esta foi a primeira vitória de Syracuse em bowl desde 2001.
Em 2011, após um início de 5-2, Syracuse não conseguiu ganhar outro jogo na temporada e terminou com um recorde de 5-7. Em 2012, Syracuse teve um recorde de 8-5, e uma parte do título da Big East como resultado de um empate quadruplo. Eles ganharam novamente o Pinstripe Bowl desta vez contra West Virginia por 38-14.

### Buffalo Bills
Em 6 de janeiro de 2013, Marrone foi escolhido para suceder Chan Gailey como treinador principal do Buffalo Bills. Seu recorde geral durante suas duas temporadas como treinador principal do Bills foi 15-17.
Durante o seu tempo nos Bills, Marrone apelidou-se de "Saint Doug", referindo-se ao fato de que são necessários dois milagres para ser canonizado como santo (ele acreditava que vencer com Syracuse e com os Bills era um milagre).
Em 2014, os Bills terminaram com um recorde de 9-7, em segundo lugar na AFC East e duas vitórias fora dos playoffs. Esta foi a primeira temporada vencedora dos Bills em 10 anos. No final da temporada de 2014, foi revelado que Marrone tinha uma cláusula para sair caso a equipe mudasse de dono; a cláusula foi acionada pela venda dos Bills em 2014 após a morte do fundador e proprietário de longa data. Marrone exerceu a cláusula e saiu em 31 de dezembro de 2014 e ainda recebeu integralmente seu salário em 2015.
Depois que Marrone saiu, vários jogadores expressaram seu descontentamento e desgosto tanto pela decisão quanto pelo modo como ele informou a equipe. Um dos capitães e o jogador mais experiente da equipe, Fred Jackson, disse que foi "como levar um soco no estômago".
Logo após, Marrone foi entrevistado pelo New York Jets por sua posição de treinador principal mas ele acabou não indo bem na entrevista.

### Jacksonville Jaguars
Após a passagem de dois anos de Marrone como treinador principal do Buffalo Bills, o Jacksonville Jaguars o contratou para ser o treinador-adjunto e treinador da linha ofensiva em 20 de janeiro de 2015.
Em 19 de dezembro de 2016, Marrone foi nomeado como treinador interino dos Jaguars após a demissão do ex-treinador Gus Bradley.  Ele foi treinador nos dois últimos jogos da temporada de 2016.
Em 9 de janeiro de 2017, os Jaguars nomearam Marrone como o quinto treinador da história da equipe. Nesse mesmo dia, os Jaguars anunciaram também o retorno de Tom Coughlin, seu primeiro treinador, que foi contratado como Vice-Presidente Executivo das Operações de Futebol.
Em 2017, os Jaguars venceram a AFC South indo para os playoffs pela primeira vez desde 2007. Em 7 de janeiro de 2018, os Jaguars venceram seu primeiro jogo de playoff sob o comando de Marrone, derrotando o Buffalo Bills no Wild Card por 10-3. Eles derrotaram o Pittsburgh Steelers no Divisional Round, avançando para a AFC Championship Game, onde foram derrotados pelo New England Patriots por 24–20.
Em 23 de fevereiro de 2018, os Jaguars estenderam seu contrato até 2021.

## Árvore
Marrone serviu a três treinadores da NFL:
- Herm Edwards (2002–2005)
- Sean Payton (2006–2008)
- Gus Bradley (2015 a 2016)

Treinadores assistentes de Marrone que se tornaram treinadores principais da NCAA ou da NFL:
- Mike Pettine: Cleveland Browns (2014–2015)
- Scott Shafer: Universidade de Syracuse (2013 a 2015)
- Tyrone Wheatley: Universidade Estadual de Morgan (2019 – presente)

## Registro como treinador principal

### Faculdade
| Syracuse Orange ( Conferência Big East ) (2009–2012)                       |           |       |       |             |  |  |
| 2009                                                                       | Syracuse  | 4–8   | 1–6   |             |  |  |
| 2010                                                                       | Syracuse  | 8–5   | 4–3   | W Pinstripe |  |  |
| 2011                                                                       | Syracuse  | 5–7   | 1–6   |             |  |  |
| 2012                                                                       | Syracuse  | 8–5   | 5–2   | W Pinstripe |  |  |
| Siracusa:                                                                  | Siracusa: | 25–25 | 11–17 |             |  |  |
| Total:                                                                     | Total:    | 25–25 |       |             |  |  |
| Campeonato Nacional Título da conferência Título da divisão da conferência |           |       |       |             |  |  |

### NFL
| Equipe    | Ano       | Temporada regular | Temporada regular | Temporada regular | Temporada regular | Temporada regular | Pós-temporada | Pós-temporada | Pós-temporada | Pós-temporada                                                |
| Equipe    | Ano       | Vitória           | Derrotas          | Empates           | %                 | Classificação     | Vitória       | Derrota       | %             | Resultado                                                    |
| --------- | --------- | ----------------- | ----------------- | ----------------- | ----------------- | ----------------- | ------------- | ------------- | ------------- | ------------------------------------------------------------ |
| BUF       | 2013      | 6                 | 10                | 0                 | 375               | 4º na AFC East    | -             | -             | -             | -                                                            |
| BUF       | 2014      | 9                 | 7                 | 0                 | , 563             | 2º na AFC East    | -             | -             | -             | -                                                            |
| Total BUF | Total BUF | 15                | 17                | 0                 | .469              |                   |               |               |               |                                                              |
| JAX *     | 2016      | 1                 | 1                 | 0                 | , 500             | 4º na AFC South   | -             | -             | -             | -                                                            |
| JAX       | 2017      | 10                | 6                 | 0                 | .625              | 1º na AFC South   | 2             | 1             | .667          | Derrota para o New England Patriots no AFC Championship Game |
| JAX       | 2018      | 5                 | 11                | 0                 | 313               | 4º na AFC South   | -             | -             | -             | -                                                            |
| Total JAX | Total JAX | 16                | 18                | 0                 | .471              |                   | 2             | 1             | .667          |                                                              |
| Total     | Total     | 31                | 35                | 0                 | .470              |                   | 2             | 1             | .667          |                                                              |

* - Treinador interino